# تعطیلات رسمی در ایالات متحده آمریکا

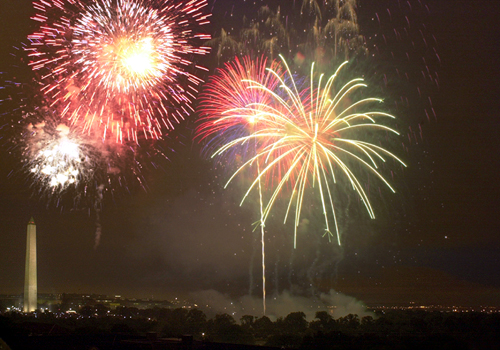
چهارم ژوئیه، روز استقلال آمریکا

تعطیلات رسمی در ایالات متحده آمریکا از ایالت به ایالت متغیر و گهگاه تفاوتهای قابل ملاحظه دارند.
تعطیلات رسمی با مرخصی با حقوق معمولاً در روزی رخ می‌دهد که در هفته کاری کارمند است. هنگامی که تعطیلات در روز شنبه یا یکشنبه رخ می‌دهد، آن تعطیلات برای اهداف کاری به جمعه یا دوشنبه منتقل می‌شود. اکثر کارفرمایان از یک برنامه تعطیلات مشابه با تعطیلات فدرال ایالات متحده پیروی می‌کنند، با استثنا یا موارد اضافی. برنامه تعطیلات فدرال عمدتاً به نفع کارمندان دولت و مشاغل تحت نظارت دولت است. با این حال، این بخش تنها ۱۵ درصد از جمعیت شاغل را شامل می‌شود.
بنا به صلاحدید کارفرما، سایر تعطیلات غیر فدرال مانند شب سال نو، شب کریسمس و روز بعد از شکرگزاری به لیست تعطیلات با حقوق اضافه می‌شوند، در حالی که روز کلمبوس و روز کهنه سربازان حذفیات رایج هستند. علاوه بر تعطیلات پولی، تعطیلات فستیوال و غذا نیز وجود دارد که بر اساس فروش کالاها و خدماتی که معمولاً با آن تعطیلات مرتبط هستند، استقبال گسترده‌ای دارند. هالووین و روز ولنتاین نمونه‌هایی از تعطیلات غیرقابل جبران هستند.

## تاریخچه
تعطیلات عمومی منشأ خود را از تعطیلات فدرال که توسط کنگره تصویب شده بود، گرفته شد. آنها معمولاً در روزهایی مشاهده می‌شوند که برای بخش‌های مختلف جامعه آمریکا اهمیت دارند و در تمام سطوح جامعه از جمله دولت و بخش خصوصی مشاهده می‌شوند. این تعطیلات معمولاً برگرفته از تاریخ، مذاهب و فرهنگ ایالات متحده است و در طول زمان تغییر کرده‌است. تعطیلات عمده معمولاً با مرخصی با حقوق برگزار می‌شود، با این حال، بسیاری از جشن‌های تعطیلات دیگر بدون مرخصی برگزار می‌شوند.
هیچ تعطیلی ملی وجود ندارد که طبق قانون همه مشاغل تعطیل شوند. تعطیلات فدرال فقط برای برخی مشاغل دارای مجوز فدرال و تحت نظارت، پیمانکاران دولتی و شهر واشینگتن دی سی تعیین می‌شود. سایر تعطیلات رسمی توسط ایالات ایجاد می‌شود. اکثر ایالت‌ها همچنین به حوزه‌های قضایی محلی (شهرها، روستاها و غیره) اجازه می‌دهند تا تعطیلات محلی خود را ایجاد کنند. در نتیجه، تعطیلات از نظر تاریخی در سطح فدرال اداره نمی‌شوند و قوانین فدرال بر گشایش‌های تجاری نظارتی ندارد.
با این حال، برخی ایالت‌ها فعالیت‌های تجاری خاصی را در برخی از تعطیلات محدود می‌کنند. تعطیلی مشاغل در چند روز تعطیل در برخی ایالت‌ها برای انواع خاصی از مشاغل توسط قوانین آبی الزامی است. به عنوان مثال، مشاغلی که در بیش از ۵۰۰۰ فوت مربع (۴۶۰ متر مربع) فعالیت می‌کنند، نمی‌توانند در برخی از ایالت‌های نیوانگلند در روز شکرگزاری افتتاح شوند. قابل توجه‌ترین مشاغلی که در چنین مواقعی تعطیل می‌شوند، نمایندگی‌های خودرو و فروشگاه‌های مشروب هستند. برخی از تعطیلات بسته به معنای تعطیلات، با خدمات اجتماعی انجام می‌شود. با این حال، خدمات توسط هیچ سازمان دولتی، خواه فدرال، ایالتی یا محلی باشد، الزامی نیست.

## خلاصه
از ژوئن ۲۰۲۱، یازده تعطیلات سالانه فدرال در ایالات متحده و یک تعطیلات چهارساله دیگر (روز افتتاحیه) وجود دارد. بر اساس قانون یکنواخت تعطیلات دوشنبه ۱۹۶۸ (مأمور سال ۱۹۷۱)، تعطیلات رسمی در روز دوشنبه، به جز روز سال نو، ژوئن، روز استقلال، روز کهنه سربازان، شکرگزاری و کریسمس مشاهده می‌شود.
در حالی که تمام تعطیلات فعلی فدرال نیز در تمام ۵۰ ایالت به عنوان تعطیلات رسمی اعلام شده‌است، هر ایالت موظف نیست که تعطیلات را در همان روزهای تعطیلات فدرال برگزار کند. بسیاری از ایالت‌ها نیز تعطیلات اضافی دارند که توسط دولت فدرال رعایت نمی‌شود. بسیاری از مشاغل نیز تعطیلات خاصی را نیز رعایت می‌کنند که توسط هیچ سازمان دولتی اجباری نیست.
از سال ۲۰۰۰، برخی از جشن‌های شهری و ایالتی روز مالکوم ایکس و روز پارکس روز، علاوه بر روز فدرال مارتین لوتر کینگ جونیور، برای استقبال از جامعه آفریقایی آمریکایی در قالب جشنواره‌ها و رژه‌ها ایجاد شده‌اند. ایلینوی و برکلی، کالیفرنیا دو مکان هستند که مالکوم ایکس با تعطیلات قانونی با دفاتر بسته مورد تقدیر قرار می‌گیرد، در حالی که میسوری روزا پارکز را در روز تولدش گرامی می‌دارد. امروزه ایالات متحده هشتاد و پنجمین کشور از نظر تنوع قومیتی در جهان است. بسیاری از مکان‌های کار، مراسم مذهبی و همچنین تعطیلات قومی را جشن می‌گیرند، مانند روز سنت پاتریک، کوانزا، دیوالی، مردی گراس، و سینکو د مایو، به عنوان بهترین روش.
در حالی که محبوبیت هر تعطیلات رسمی را نمی‌توان به راحتی اندازه‌گیری کرد، تعطیلاتی که بیشترین فروش کارت تبریک را دارد کریسمس است. موسسات عمده خرده فروشی، مانند مراکز خرید و مراکز، فقط در روز شکرگزاری و کریسمس بسته می‌شوند، اما در سایر تعطیلات (با تعطیلی زودهنگام در شب کریسمس و شب سال نو، و گاهی در سایر تعطیلات مهم) بازمی‌مانند. در مواجهه با بازار خرده فروشی به سرعت در حال فشرده شدن در دهه ۲۰۱۰، خرده فروشان به‌طور فزاینده ای در شب و شب روز شکرگزاری باز می‌شوند تا جمعه سیاه و فصل خرید تعطیلات را افزایش دهند. تقریباً همه شرکت‌های بزرگ تعطیلات مهم (روز سال نو، روز یادبود، روز استقلال، روز کارگر، روز شکرگزاری و کریسمس) را جشن می‌گیرند و تعطیل می‌کنند. برخی از مشاغل غیر خرده فروشی در روز بعد از روز شکرگزاری تعطیل می‌شوند، در حالی که برخی دیگر (مانند بانک‌های فدرال و دفاتر پست) مجاز به تعطیلی آن روز نیستند. برخی از کسب‌وکارهای کوچک‌تر معمولاً یکشنبه‌ها باز می‌شوند، اگر انتظار داشته باشند در آن روز مشتریان بسیار کمی داشته باشند، در یکشنبه عید پاک بسته می‌شوند.

## اعیاد فدرال و ایالتی
به لحاظ رسمی ایالات متحده آمریکا دارای تعطیلات ملی نیست و هر ایالتی در زمینه تعیین و اعلام روز تعطیل صلاحیت دارد که از طریق مجلس ایالتی اقدام به آن می‌کند.
رئیس‌جمهور ایالات متحده آمریکا و کنگره ایالات متحده آمریکا از نظر قانونی تنها قادر به اعلام تعطیلی برای ناحیه کلمبیا (شهر واشینگتن دی سی) و کارکنان فدرال هستند. اما در عمل بیشتر ایالت‌ها تعطیلات اعلام شده از سوی دولت فدرال را به رسمیت می‌شناسند.
این تعطیلات عبارت‌اند از:

### ژانویه
- اول ژانویه: نخستین روز سال نو
- سومین دوشنبه ماه ژانویه: سالروز تولد مارتین لوتر کینگ رهبر جنبش حقوق مدنی

### فوریه
- ۱۲ فوریه: سالروز تولد آبراهام لینکلن رئیس‌جمهور ایالات متحده آمریکا
- سومین دوشنبه ماه فوریه: سالروز تولد جرج واشینگتن رئیس‌جمهور ایالات متحده آمریکا - روز رئیس‌جمهوری

### مه
- پنجم مه: سینکو دو مایو
- آخرین دوشنبه ماه مه: روز یادبود

### ژوئیه
- ۴ ژوئیه: روز استقلال ایالات متحده آمریکا

### سپتامبر
- اولین دوشنبه ماه سپتامبر: روز کارگر

### نوامبر
- ۱۱ نوامبر: روز یادبود سربازان بازنشسته
- آخرین چهارشنبه نوامبر: روز شکرگزاری
- هر دو سال یکبار اولین سه شنبه بعد از اولین دوشنبه ماه نوامبر برای برگزاری انتخابات ریاست جمهوری ایالات متحده آمریکا یا انتخابات کنگره ایالات متحده آمریکا

### دسامبر
- ۲۵ دسامبر: روز کریسمس